# Przeżuwacze
Przeżuwacze (Ruminantia) – podrząd ssaków z rzędu Cetartiodactyla. Są to ssaki o stosunkowo wysokich kończynach, gęstym futrze i czaszce uzbrojonej (z wyjątkiem kanczyli) w rogi lub poroże. Dawniej do przeżuwaczy zaliczano też wielbłądowate. Przeżuwacze są roślinożerne, a ponieważ połykają pokarm słabo pogryziony, ulega on później przeżuciu, w chwilach, gdy zwierzęta się nie pasą. W żołądkach przeżuwaczy występują mikroorganizmy symbiotyczne trawiące błonnik. Żołądek u większości gatunków składa się z czterech komór (żwacz, czepiec, księgi i trawieniec).
Niemal wszystkie gatunki żyją w stadach.

## Ujęcie kladystyczne i pozycja na drzewie rodowym ssaków
Klasyczną systematykę podważyły badania zmierzające do ustalenia pochodzenia waleni. Nie ulegało wątpliwości ich pochodzenie od jakichś ssaków lądowych, pytanie brzmiało: od jakiej grupy. W dyskusji pojawiały się między innymi Mesonychia i niedźwiedziowate, najczęściej jednak poszukiwano przodków wielorybów wśród parzystokopytnych bądź ich bliskich krewnych. Graur i Higgins w 1994 opisali badania opierające się o 5 sekwencji mtDNA i 11 sekwencji DNA jądrowego, kodującego białka. Okazało się, że walenie wykazują znacznie więcej podobieństw w stosunku do bydła domowego, niż do świni czy wielbłąda, ale też że bydło domowe jest bliżej spokrewnione z waleniem niż ze świnią czy wielbłądem. Walenie okazały się nie tylko być jedną z grup parzystokopytnych, ale też bliskimi krewnymi przeżuwaczy. Jednak jeszcze bliżej okazały się być spokrewnione z hipopotamowatymi, co pierwszy pokazali Irwin i Árnason w 1994.
Powyższe badania wskazały na potrzebę wyróżnienia nowych taksonów, co uczynili Waddell i współpracownicy. Pozycja przeżuwaczy na drzewie rodowym ssaków wedle ówczesnych poglądów przedstawiała się następująco:
|              | Ruminantia                                                 |
|              |                                                            |
| Whippomorpha | \| \| Cetacea \| \| \| \| \| \| Hippopotamidae \| \| \| \| |
|              | \| \| Cetacea \| \| \| \| \| \| Hippopotamidae \| \| \| \| |
|              | Cetacea                                                    |
|              |                                                            |
|              | Hippopotamidae                                             |
|              |                                                            |

|  | Cetacea        |
|  |                |
|  | Hippopotamidae |
|  |                |

|              | Ruminantia                                                 |
|              |                                                            |
| Whippomorpha | \| \| Cetacea \| \| \| \| \| \| Hippopotamidae \| \| \| \| |
|              | \| \| Cetacea \| \| \| \| \| \| Hippopotamidae \| \| \| \| |
|              | Cetacea                                                    |
|              |                                                            |
|              | Hippopotamidae                                             |
|              |                                                            |

|  | Cetacea        |
|  |                |
|  | Hippopotamidae |
|  |                |

Waddell et al. wyróżnili klad tworzony przez walenie i hipopotamowate (zaznaczony barwą lazurową). Klad ten, o definicji Cetacea + Hippopotamidae, określili nazwą Whippomorpha. Stanowi on w tym ujęciu grupę siostrzaną przeżuwaczy. Klad powstały z połączenia Whippomorpha i przeżuwaczy nazwali Cetruminantia (zaznaczono na zielono). Klad tworzony przez rzeczone Cetruminantia i świniowate ochrzczono mianem Artiofabula (zaznaczono na żółto). Wszystkie 3 zdefiniowane w ten sposób nowe klady stanowią grupy koronne. Michelle Spaulding, Maureen A. O'Leary i John Gatesy dokonali kolejnych modyfikacji w 2009. W swej pracy podają definicję Ruminantia jako najwęższego kladu obejmującego bydło domowe (Bos taurus) i kanczyla okazałego (Tragulus napu).  Tym samym zastosowali definicję kladu typu node. Jednocześnie, jak w przypadku innych tego typu kladów w ich pracy, towarzyszy mu klad typu stem, Ruminantiamorpha. Autorzy zdefiniowali go jako klad zawierający przeżuwacze i wszystkie inne taksony bliższe przeżuwaczom, niż jakimkolwiek innym żyjącym obecnie gatunkom. Tak więc klad przeżuwaczy należy do kladu Ruminantiamorpha, a ten wchodzi w skład Cetruminantia,  także Cetruminantiamorpha, w końcu zaś Artiodactyla i analogicznie Artiodactylamorpha. Wedle Spaulding et al najbliższymi krewnymi przeżuwaczy są tacy przedstawiciele Ruminantiamorpha, jak Bothriogenys, Libycosaurus, Elomeryx, Protoceras.

### Podział systematyczny
Klasyfikacja za Mammals Diversity Database (2023), All the Mammals of the World (2023) i Illustrated Checklist of the Mammals of the World (2020):
- podrząd: Ruminantia Scopoli, 1777
  - infrarząd: Tragulina W.H. Flower, 1883

- rodzina: Tragulidae A. Milne-Edwards, 1864 – kanczylowate

- infrarząd: Pecora Linnaeus, 1758

- nadrodzina: Incertae sedis

- rodzina: Antilocapridae J.E. Gray, 1866 – widłorogowate

- nadrodzina: Giraffoidea J.E. Gray, 1821

- rodzina: Giraffidae J.E. Gray, 1821 – żyrafowate

- nadrodzina: Cervoidea Goldfuss, 1820

- rodzina: Cervidae Goldfuss, 1820 – jeleniowate

- nadrodzina: Bovoidea J.E. Gray, 1821

- rodzina: Moschidae J.E. Gray, 1821 – piżmowcowate
- rodzina: Bovidae J.E. Gray, 1821 – wołowate

Taksony wymarłe nie sklasyfikowane w żadnym z powyższych taksonów:

Rodzina: Protoceratidae Marsh, 1891

Rodzaj: Paalitherium Métais, Mennecart & Roohi, 2017 – jedynym przedstawicielem był Paalitherium gurki Métais, Mennecart & Roohi, 2017

## Zęby
Zwykle nie posiadają górnych siekaczy. Następująco przedstawia się wzór zębowy: 
- zębów  mlecznych[17]

| Wzór zębowy | Wzór zębowy | I | C   | P | M |
| ----------- | ----------- | - | --- | - | - |
| 26          | =           | 0 | 0   | 3 | 0 |
| 26          | =           | 3 | (1) | 3 | 0 |

- zębów stałych:

| Wzór zębowy | Wzór zębowy | I | C   | P | M |
| ----------- | ----------- | - | --- | - | - |
| 32          | =           | 0 | 0   | 3 | 3 |
| 32          | =           | 3 | (1) | 3 | 3 |

## Przeżuwanie

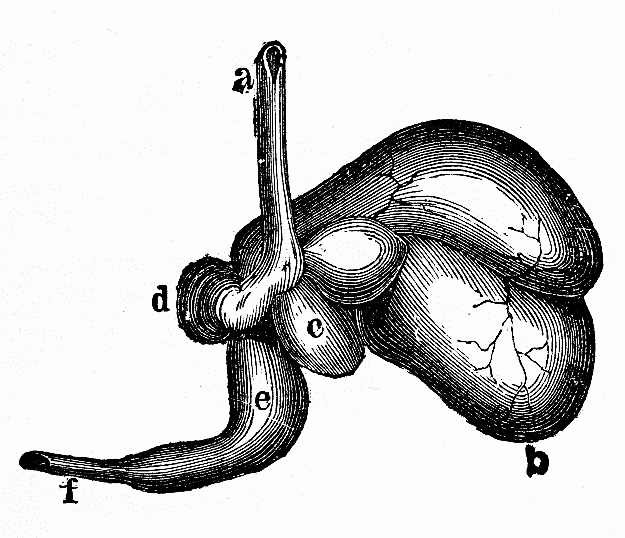
Budowa żołądka przeżuwaczy:
a – przełyk, b – żwacz, c – czepiec, d – księgi, e – trawieniec, f – jelito

Zjedzony pokarm przechodzi do komory żołądka, zwanej żwaczem, umieszczonej przed żołądkiem właściwym. W żwaczu pokarm zaczynają rozkładać zamieszkujące tam pierwotniaki i bakterie z rodzaju Bacteroides. Co pewien czas przeżuwacz zwraca pokarm (odłyka) do jamy gębowej, gdzie jest ponownie przeżuwany. Wstępnie strawiona pasza wraz z pierwotniakami i bakteriami przechodzi z kolei do właściwego żołądka i tam jest ostatecznie trawiona.